# Hugeburc

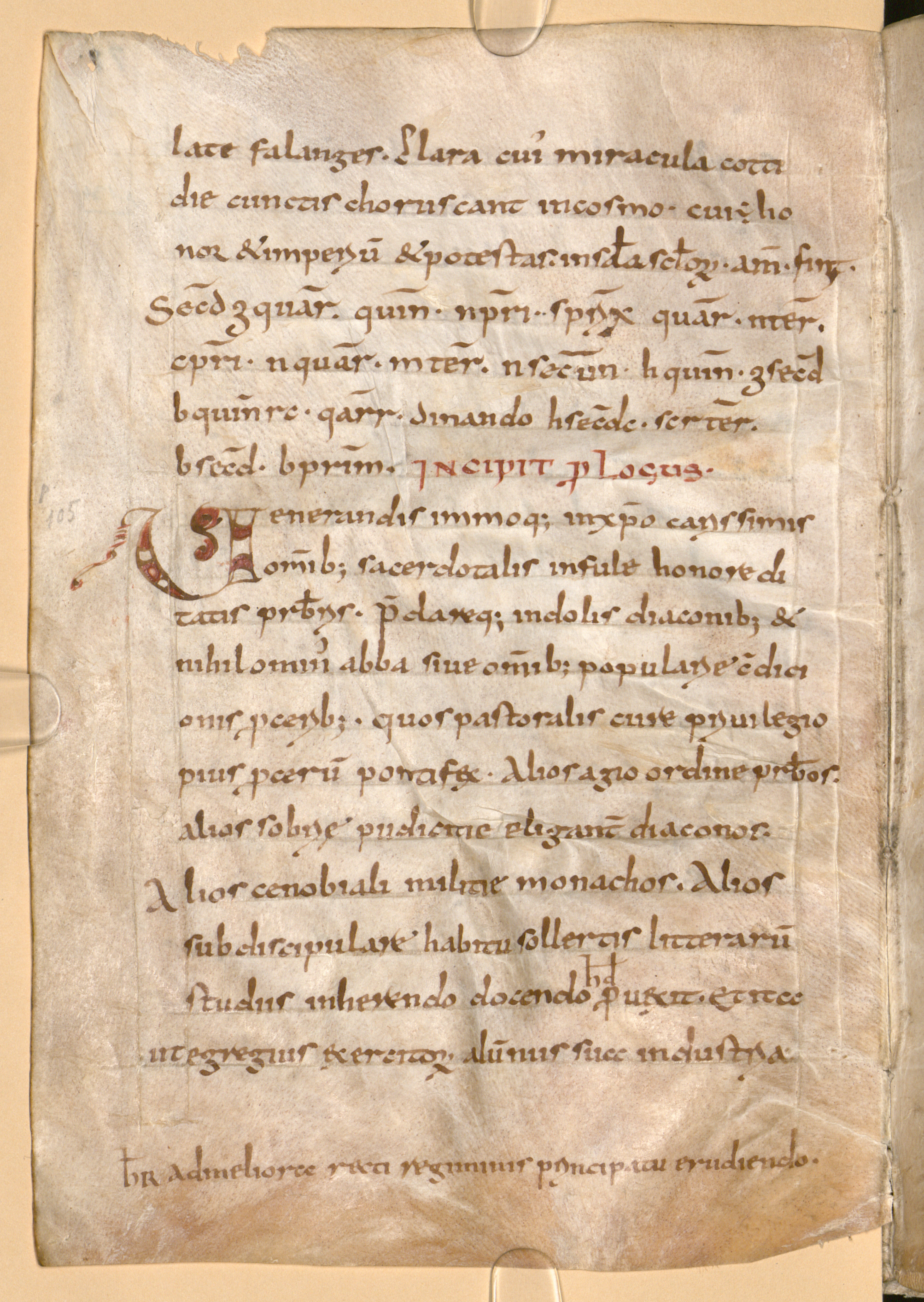
Munique, Bayerische Staatsbibliothek, MS Clm 1086, fólio 71v, inclui a cifra com o nome de Hugeburc

Hugeburc (floruit 760–780), também Hugeberc, Huneberc ou Huneburc, era uma freira anglo-saxã e hagiógrafa no mosteiro alemanniano de Heidenheim. Ela é "a primeira inglesa conhecida a ter escrito uma obra literária completa"  e "a única autora da vida de uma santa do período carolíngio".
Heidenheim foi fundado como um mosteiro para monges em 752 por Wynnebald, um anglo-saxão de Wessex. Com sua morte em 761, sua irmã Walburg o herdou e o converteu em um mosteiro duplo com a introdução de freiras. Hugeburc estava entre aqueles que vieram para Heidenheim imediatamente após a morte de Wynnebald. Provavelmente ela já estava na Alemanha há algum tempo, uma das freiras convocadas por Bonifácio.
Hugeburc era, em suas próprias palavras, "um parente humilde" de Wynnebald, Walburg e seu irmão, Willibald.  Na terça-feira, 23 de junho de 778, enquanto visitava Heidenheim, Willibald ditou a Hugeburc um relato de sua peregrinação à Terra Santa na década de 720 ou 730.  Posteriormente, ela trabalhou esse relato em uma biografia de Willibald,  chamada Hodoeporicon ("relação de uma viagem").  (O nome convencional Vita Willibaldi, "Vida de Willibald", foi dado a ele pelos editores. ) Por sua escolha de frase e motivo, ela deve ter tido acesso ao Carmen paschale, a Vita Bonifatii e os enigmas de Aldhelm.
Embora houvesse oposição à sua escrita dentro do convento, Walburg encorajou-a. Hugeburc também escreveu uma biografia de Wynnebald, a Vita Wynnebaldi. Embora suas duas obras fossem um único projeto, concluído em 780, elas são textualmente distintas, indicando o uso de relatos orais e depoimentos de testemunhas oculares. Ela própria foi testemunha de alguns dos milagres post mortem que atribui à intervenção de Wynnebald.

O nome da freira que escreveu a vida de Willibald e Wynnebald não era conhecido até 1931, Bernhard Bischoff o descobriu em um criptograma no manuscrito mais antigo (de c. 800).